# Marion Gay

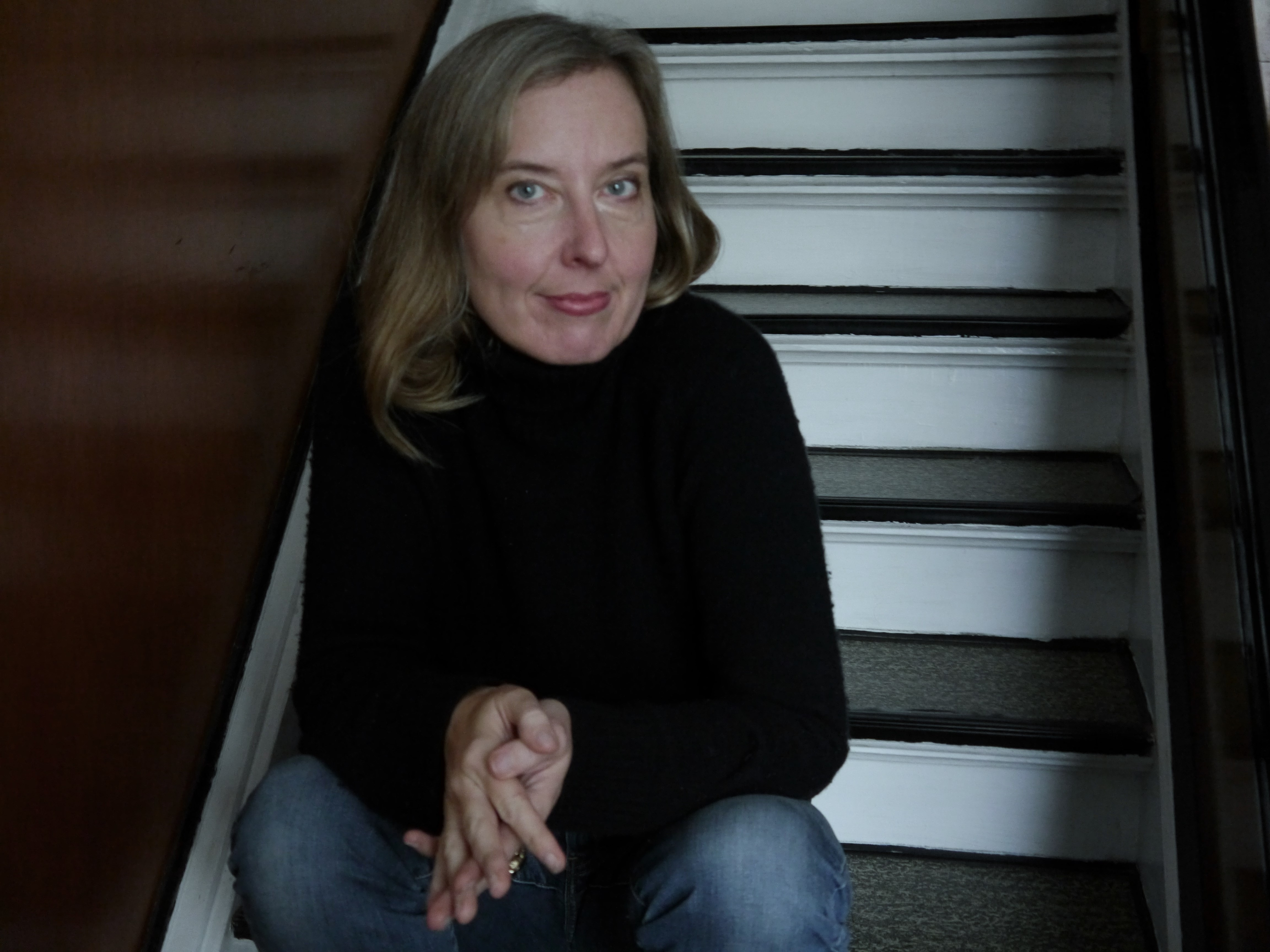
Marion Gay

Marion Gay (* 22. April 1968 in Hamm in Westfalen; Pseudonyme: Marion Kortsteger, Mara Park;) ist eine deutsche Schriftstellerin, Kritikerin und Zeichnerin.

## Leben und Tätigkeiten
Marion Gay wuchs in Hamm (Westfalen) und Meleto Valdarno (Italien) (1971–73) auf. Sie studierte Kunstgeschichte an der Universität Passau und an der Westfälischen Wilhelms-Universität in Münster und absolvierte eine Ausbildung als Werbegrafikerin. Sie schreibt Kunst- und Theaterkritiken für den Westfälischen Anzeiger und Buchkritiken für die Literaturzeitschrift Am Erker. Zwischen 2012 und 2017 längere Aufenthalte in Ellsworth (Maine)
Seit 2017 Gastdozentin am Schreib- und Lesezentrum der Universität Münster.
2021–2023 Leitung des Lyrikprojektes postpoetry.NRW.
Die stilistisch und thematisch vielseitige Prosa in Gays Erzählungen ist kunstvoll verknappt. Die meist weiblichen Protagonistinnen geben sich darin nicht mit ihrem Alltag zufrieden. Der Literaturkritiker Joachim Feldmann charakterisiert ihre Geschichten als „manchmal überspannt, grotesk und manchmal von einem beinahe schmerzhaften Ernst […] So gewinnt diese Prosa einen ganz eigenen, frischen Ton, selten in der neuen deutschen Erzählliteratur“.

## Auszeichnungen
- 2001: Kurzgeschichtenpreis der Literaturzeitschrift Am Erker
- 2002: Literaturpreis Münsteraner Literaturmeisterin
- 2013: Förderpreis Literaturpreis Ruhr
- 2014: Arbeitsstipendium Land NRW
- 2014: Literatur-Arbeitsstipendium der Kunststiftung NRW
- 2017: Shortlist Mörderische Schwestern[7]
- 2018: Arbeitsstipendium Land NRW[8]
- 2019: Lyrikpreis Postpoetry.NRW.[9]

## Veröffentlichungen

### Bücher
- Marion Kortsteger: Schimmelplantagen. Erzählungen. Oktober Verlag, Münster 2004, ISBN 978-3-938568-00-2
- Marion Kortsteger: Unheimliche Sagen aus dem Münsterland. Prolibris, Kassel 2004, ISBN 3-935263-26-0
- Marion Kortsteger: Münsterland – Sagen von Schlössern und Burgen. Prolibris, Kassel 2005, ISBN 3-935263-36-8
- Marion Kortsteger: Die schönsten Sagen aus dem Münsterland. Prolibris, Kassel 2007, ISBN 978-3-935263-50-4
- Marion Gay: Türen zur Fantasie. Kreatives Schreiben im Unterricht. Autorenhaus Verlag, Berlin 2008, ISBN 978-3-86671-045-0
- Marion Gay: Lyrik. In: Gordon Brown (Abbildungen): Holz-Gezeiten. Ausstellungskatalog. Kunstverein Hamm, Hamm 2008, ISBN 978-3-00-025136-8
- Marion Gay: Drei Sonnen über Münster. Ein Täufer-Roman. Oktober Verlag, Münster 2009, ISBN 978-3-938568-93-4
- Marion Gay: Romy Schneider starb kurz vor Haarlem. Erzählungen. Oktober Verlag, Münster 2015, ISBN 978-3-944369-46-4
- Mara Park: Dunkle Wolken. Ein Maine-Thriller. Piper Spannungsvoll, 2018, ISBN 978-3-492-50148-4
- Marion Gay: Türen zur Poesie. Lyrik schreiben mit Kindern und Jugendlichen. Autorenhaus Verlag, Berlin 2019, ISBN 978-3-86671-149-5
- Lesebuch Marion Gay. Nylands Kleine Westfälische Bibliothek Band 123. Aisthesis Verlag, Bielefeld 2023, ISBN 978-3-8498-1866-1
- Marion Gay: Grasbaumgewächse. Lyrik mit eigenen Zeichnungen. Edition offenes feld, Dortmund 2024, ISBN 978-3-7583-1045-4

### Als Ko-Autorin (Auswahl)
- Fabrizio Sepe: Von Herzen wild. Maximum Verlag, Langwedel 2024, ISBN 978-3-98679-054-7
- Fabrizio Sepe: Die Safari meines Lebens. Maximum Verlag, Langwedel 2023, ISBN 978-3-98679-013-4

### Erzählungen (Auswahl)
- Marion Kortsteger: Hamberg. In: Konzepte. Nr. 21. 2001, ISSN 0179-0676
- Marion Kortsteger: Flussmuscheln. In: Zeichen & Wunder. Nr. 40. 2001, ISSN 0946-1809
- Marion Kortsteger: Schoklade. In: Muschelhaufen. Viersen 2002, ISSN 0085-3593
- Marion Kortsteger: Wüste. In: ndl. Aufbau Verlag. Berlin 2002
- Marion Kortsteger: Berlin. In: Am-Erker-Kurzgeschichtenpreis. Hörbuch. 2 CDs. Münster 2003, ISBN 3-925084-44-4
- Marion Gay: Das Dorf. In: Am Erker. Nr. 54. Münster 2007, ISBN 978-3-89126-554-3
- Marion Gay: Der rote Schlitten. In: 1250 Jahre Westfalen, 2025, ISBN 978-3945113479

### Übersetzungen
- Dame Wiggins und ihre sieben wunderbaren Katzen. Written principally by a Lady of Ninety. Aus dem Englischen. Illustrierte deutsch-englische Ausgabe. edition tieger, Berlin 2009, ISBN 978-3-86671-053-5

### Herausgeberschaften
- Frank Lingnau, Amanda Herbster: Das Vorbeiziehen der Schrebergärten: Ein poetischer Dialog. Edition postpoetry.NRW. Daedalus Verlag 2023, ISBN 978-3-89126-286-3
- Harald Kappel, Meike Wanner: vom Atem der Oneironauten: Ein poetischer Dialog. Edition postpoetry.NRW. Daedalus Verlag 2022, ISBN 978-3-89126-275-7
- Marion Gay: Mittwoch, 18 Uhr 45 – ein Kursbuch. Edition die Nische, Wadersloh 2006, ISBN 3-9810166-7-X

## Zitat
„Oma hatte grüne Katzenaugen und die weichste Haut, die nur jemand haben konnte, und ich fand sie viel schöner als meine Mutter. Ich glaubte sowieso nicht, dass sie die Mama meiner artigen, spießigen Mutter sein sollte, die statt Schoklade ständig Wirsing und Kohlrabi auftischte und bei der ich nie vom Schuhschrank springen durfte.“